# Kvarnån (Medelpad)

Kvarnån är en å i Indal i Medelpad. Den har fått sitt namn efter det stora antal skvaltkvarnar som ligger längs dess sträckning. Den mynnar i Bergeforsens kraftverksdamm i höjd med Indals kyrka som den rinner tätt förbi. 